# Дубовица (Буда-Кошелёвский район)
Дубовица (бел. Дубавіца) — деревня в Октябрьском сельсовете Буда-Кошелёвского района Гомельской области Белоруссии.
На востоке урочище Лосева.

## География

### Расположение
В 14 км на юго-восток от районного центра и железнодорожной станции Буда-Кошелёвская (на линии Жлобин — Гомель), 25 км от Гомеля.

### Гидрография
На юге мелиоративный канал, между улицами небольшой водоём.

## Транспортная сеть
Транспортные связи по просёлочной дороге, затем по шоссе Довск — Гомель. Планировка состоит из двух прямолинейных улиц, ориентированных с юго-востока на северо-запад и соединённых переулками на севере и юге. Застройка деревянная, усадебного типа.

## История
Основана в начале 1920-х годов переселенцами с соседних деревень на бывших помещичьих землях. В 1929 году организован колхоз. На фронтах Великой Отечественной войны погибли 29 жителей деревни. В 1959 году в составе совхоза «Дуравичский» (центр — деревня Дуравичи).
До 16 декабря 2009 года в составе Дуравичского сельсовета.

## Население

### Численность
- 2004 год — 29 хозяйств, 43 жителя.

### Динамика
- 1959 год — 309 жителей (согласно переписи).
- 2004 год — 29 хозяйств, 43 жителя.